# 懐かしさの先
「懐かしさの先」（なつかしさのさき）は、日本の女性アイドルグループ乃木坂46の楽曲。2025年2月3日にN46Div.から配信限定シングルとしてリリースされた。秋元康が作詞、温詞が作曲した。楽曲のセンターポジションは与田祐希が務めた。

## 背景とリリース
与田の卒業後の2025年3月26日に発売されたシングル『ネーブルオレンジ』の全形態共通曲として収録された新曲で、配信限定シングルとしてリリースされた。
2025年2月4日放送のNHK総合・音楽番組『うたコン』でテレビ初披露された。

## ミュージック・ビデオ
監督：山岸聖太 振付：WARNER
- 乃木坂46として様々な活動をしてきた与田と、乃木坂46に加入していない彼女がクロスする世界を表現しており、映像の中には与田自身の視点も組み込まれていて、これは与田本人の提案「私が見ている光景を見てみてほしい」によるもの[4]。

## 収録曲
| #  | タイトル         | 作詞   | 作曲 | 編曲    | 時間 |
| -- | ---------------- | ------ | ---- | ------- | ---- |
| 1. | 「懐かしさの先」 | 秋元康 | 温詞 | TomoLow | 4:08 |

## 参加メンバー
（センター：与田祐希）
- 五百城茉央、池田瑛紗、一ノ瀬美空、伊藤理々杏、井上和、岩本蓮加、梅澤美波、遠藤さくら、岡本姫奈、小川彩、奥田いろは、賀喜遥香、金川紗耶、川﨑桜、久保史緒里、黒見明香、佐藤楓、佐藤璃果、柴田柚菜、菅原咲月、田村真佑、筒井あやめ、冨里奈央、中西アルノ、中村麗乃、林瑠奈、松尾美佑、矢久保美緒、弓木奈於、吉田綾乃クリスティー、与田祐希

歌唱メンバーはリリース時の全メンバー。2025年2月23日にグループを卒業した与田祐希が最後のセンターを務めた。